# Vernünftige kaufmännische Beurteilung
Vernünftige kaufmännische Beurteilung wird als unbestimmter Rechtsbegriff im Bilanzrecht des Handelsgesetzbuchs (HGB) und in anderen Gesetzen oft verwendet und zielt als Objektivierungskriterium darauf ab, dass im bilanzierenden Unternehmen auf der Grundlage betriebswirtschaftlicher Erkenntnisse im Rahmen eines gerichtlich nachprüfbaren Beurteilungsspielraumes ohne Anwendung von Willkür entschieden werden muss und auch objektive fachkundige Dritte die getroffenen Annahmen nachvollziehen können.

## Verwendung im HGB
In § 253 Abs. 1 HGB wird verlangt, dass Rückstellungen in Höhe des nach vernünftiger kaufmännischer Beurteilung notwendigen Erfüllungsbetrages anzusetzen sind. Gerade die Verwendung des unbestimmten Rechtsbegriffs bei der schwierigen Materie der Einschätzung der Höhe ungewisser Verbindlichkeiten ist von einiger Brisanz. Sie zeigt jedoch, dass es dem Gesetzgeber daran gelegen war, mit dieser allgemeinen Formulierung den Handlungsspielraum des bilanzierenden Unternehmers dort nicht besonders einzuengen, wo es um prognostische Einschätzungen geht. Das ist auch bei § 340f HGB für Kreditinstitute der Fall, die zur Sicherung gegen die besonderen Risiken des Geschäftszweigs der Kreditinstitute auch bestimmte Aktiva zu einem niedrigen Wert als den vom Niederstwertprinzip vorgesehenen Wert bewerten dürfen. Dies gilt auch für ihr Eigenkapital, für das sie nach § 340g HGB einen Sonderposten für allgemeine Bankrisiken („Fonds für allgemeine Bankrisiken“) passivieren dürfen.
Weitere Rechtsnormen, die auf  die vernünftige kaufmännische Beurteilung abstellen, sind: § 286 Abs. 2 HGB, § 289 HGB, § 313 Abs. 3 HGB und § 341e HGB. 

## Verwendung in anderen Gesetzen
Nach § 131 Abs. 3 Nr. 1 AktG darf der Vorstand einer Aktiengesellschaft den Aktionären in der Hauptversammlung eine Auskunft nach vernünftiger kaufmännischer Beurteilung verweigern, wenn sie geeignet ist, der Gesellschaft oder einem verbundenen Unternehmen einen nicht unerheblichen Nachteil zuzufügen. Weitere Rechtsnormen sind § 162 Abs. 6 AktG und § 254 Abs. 1 AktG. 
Organgesellschaften müssen allgemein ihre Gewinne an den Organträger ausschütten (§ 14 KStG); ausnahmsweise dürfen Beträge aus dem Jahresüberschuss nur insoweit in die Rücklagen eingestellt werden, als dies bei vernünftiger kaufmännischer Beurteilung wirtschaftlich begründet werden kann.

## Unterscheidung zwischen Beurteilungs- und Ermessensspielraum
Das Gesetz erwähnt konkret einen Beurteilungsspielraum, der rechtlich vom Ermessensspielraum zu unterscheiden ist. Beim Beurteilungsspielraum hat der Gesetzgeber einige Tatbestände unbestimmt und extensiv formuliert, so dass für den Rechtsanwender ein Beurteilungsspielraum bei der Subsumtion eines konkreten Sachverhalts unter den Tatbestand der jeweiligen Norm verbleibt. Die Ausnutzung dieses Entscheidungsspielraums ist gesetzlich erwünscht. Doch kann die Ausfüllung des Beurteilungsspielraums in vollem Umfang gerichtlich überprüft werden, wohingegen die Ermessensausübung nur im Bereich der Ermessensfehler gerichtlich überprüfbar ist. Die gerichtliche Nachprüfung findet jedoch nur statt, wenn gegen konkrete bilanzielle unternehmerische Entscheidungen geklagt wird.

## Die Begriffe „vernünftig“ und „kaufmännisch“
Was als „vernünftig“ anzusehen ist, wird im Gesetz nicht definiert. Hierbei geht der Gesetzgeber jedoch davon aus, dass den unternehmerischen Entscheidungen regelmäßig rational nachvollziehbare Kriterien zugrunde liegen und rein intuitiv begründete subjektive Entscheidungsgrundlagen vermieden werden. Der Bundesgerichtshof verwendet die Formulierung eines „verständigen, wirtschaftlich vernünftig denkenden Menschen“ immer dann, wenn jemand etwas für zweckmäßig und notwendig halten darf. „Kaufmännisch“ sind Entscheidungen immer dann, wenn betriebswirtschaftlich fundierte Entscheidungen getroffen werden. Die ordentliche und gewissenhafte, die Sorgfaltspflicht gemäß § 93 Abs. 1 Satz 1 AktG beachtende Würdigung eines Sachverhalts durch einen Kaufmann ist demnach „vernünftig“ und „kaufmännisch“.

## Rechtsprechung und Literatur
Die Rechtsprechung hat bisher zur Auslegung des unbestimmten Rechtsbegriffs wenig beigetragen, offenbar setzt sie den Begriff als allgemein bekannt voraus. Auch steuerrechtlich darf jedenfalls nicht über den Maßstab vernünftiger kaufmännischer Beurteilung hinausgegangen werden. Vernünftiger kaufmännischer Beurteilung entspricht es, einen rückstellungsbegründenden Sachverhalt nicht nur in seinen negativen Aspekten zu erfassen, sondern auch die positiven Merkmale zu berücksichtigen, die die Wahrscheinlichkeit einer Inanspruchnahme mindern oder – günstigstenfalls – aufheben, weil der Kaufmann insoweit wirtschaftlich und rechtlich nicht belastet ist. Auch die Risikominderung infolge einer zu erwartenden Regressforderung gegenüber einem Dritten kann zu berücksichtigen sein. Vernünftige kaufmännische Beurteilung gebietet dem BFH zufolge eine Rückstellung in der Höhe, in der am Bilanzstichtag mit einer Inanspruchnahme zu rechnen ist. Dabei muss der Kaufmann Risiken und Chancen gegeneinander abwägen. Der BFH hat diesen Beurteilungsspielraum bei Rückstellungen dahingehend eingeengt, dass für den späteren Verpflichtungseintritt „mehr Gründe dafür als dagegen sprechen“ müssen.
Hinsichtlich börsennotierter Anteile gibt es verschiedene Meinungen in Finanzverwaltung und Literatur, wann von einer voraussichtlich dauernden Wertminderung auszugehen sei. Die Finanzverwaltung vertritt hierzu die Ansicht, dass bei Kursveränderungen börsennotierter Wertpapiere regelmäßig grundsätzlich nur von vorübergehenden Wertminderungen auszugehen sei. Dieser Ansicht war der BFH im Jahr 2007 entgegengetreten und beurteilte die Frage der vernünftigen kaufmännischen Beurteilung nach den prognostischen Möglichkeiten aus der Sicht am Bilanzstichtag. Dem liegt die Überlegung zu Grunde, dass der Börsenwert die Auffassungen der Marktteilnehmer über den Wert einer Aktie als Kapitalanlage widerspiegele und damit die Preise die Einschätzung der künftigen Risiken und Erfolgsaussichten des Unternehmens beinhalteten. Dies wiederum habe zur Folge, dass zum angegebenen Stichtag die Erwartungen einer großen Zahl von Marktteilnehmern über die zukünftige Entwicklung des Kurses sowie die Einschätzung widerspiegelten, dass der jetzt gefundene Kurs voraussichtlich dauerhaften Charakter besitze. Von dem bilanzierenden Unternehmen könne nicht erwartet werden, dass es über bessere prognostische Fähigkeiten verfüge als der Aktienmarkt. Im Ergebnis ist daraus zu folgern, dass bei börsennotierten Aktien, die als Finanzanlage gehalten werden, von einer dauernden Wertminderung auszugehen ist, wenn der Kurswert zum Bilanzstichtag unter die Anschaffungskosten gesunken ist und zum Zeitpunkt der Aufstellung der Bilanz keine Anhaltspunkte für ein alsbaldiges Ansteigen des Kurses vorliegen.
Die vernünftige kaufmännische Beurteilung erfordert die „willkürfreie und objektive Würdigung und Prüfung der Eintrittswahrscheinlichkeit einer Wertminderung sowie des notwendigen Wertabschlags“. Danach dürfen also weder Willkür noch subjektive Vorstellungen in die Bewertung einzelner Bilanzpositionen einfließen. Der Grundsatz der vernünftigen kaufmännischen Beurteilung schränkt einerseits im Sinne einer Generalklausel den Anwendungsbereich des Vorsichtsprinzips ein, andererseits schafft er einen erheblichen und gesetzlich erlaubten Freiraum für die Anwendung dieses Vorsichtsprinzips.

## Grenzen
Nach Blasius kann sich die vernünftige kaufmännische Beurteilung nur innerhalb der Grenzen des allgemeinen Vorsichtsprinzips bewegen; Willkür oder ungerechtfertigte „Übervorsicht“ sollen durch das Prinzip der vernünftigen kaufmännischen Beurteilung verhindert werden. Damit findet die vernünftige kaufmännische Beurteilung ihre Grenzen in der willkürlichen Ausnutzung von gesetzlich zulässigen Entscheidungsspielräumen und in der überzogenen Anwendung des Vorsichtsprinzips aus § 252 Abs. 1 Nr. 4 HGB.